# Judith Baarssen
Judith Baarssen (Almelo, 29 oktober 1978) is een Nederlandse voormalige atlete, die gespecialiseerd was in de sprint.

## Biografie
Baarssen begon op de basisschool met atletiek en meldde zich aan bij de Almelose atletiekvereniging AAV Sisu. Al snel bleek ze talent te hebben en zowel de 60 m als de 1000 m te winnen. Omdat ze het sprinten leuker vond, verkoos ze deze discipline. Op negentienjarige leeftijd begon ze zich serieus op de sprint toe te leggen onder trainer John Jansen.
Sinds 2001 maakte ze onderdeel uit van het nationale estafetteteam, waarmee ze diverse grote toernooien liep. Ook werd ze dat jaar Nederlands kampioene op de 400 m.
In 2005 deed Judith Baarssen samen met haar teamgenotes Pascal van Assendelft, Jacqueline Poelman en Annemarie Kramer mee aan de 4 x 100 m op de wereldkampioenschappen in Helsinki, maar werd gediskwalificeerd, omdat de laatste wissel (tussen Kramer en Baarssen) buiten het wisselvak plaatsvond. Eerder dat jaar liep ze op de ASICS Gouden Spike in Leiden met hetzelfde team de 4 x 100 m in 44,00 s.
Baarssen, die in 2004 overstapte van AAV Sisu naar het Limburgse AV Unitas, is werkzaam als fysiotherapeute in Deventer. Daarnaast begon zij in oktober 2009 aan de masteropleiding sport fysiotherapie. Vooral vanwege deze studie, maar ook omdat ze al anderhalf jaar met hamstringklachten rondliep, die haar verhinderden om optimaal te trainen, maakte de 31-jarige atlete op 14 februari 2010 bekend, dat zij per direct een punt zette achter de wedstrijdsport. Haar vijfde plaats op de 400 m tijdens het NK indoor in 2010 was haar laatste wapenfeit. In een interview, gepubliceerd op de website van 'Losse Veter', legde ze haar beweegredenen en ambities voor de toekomst uit.

## Nederlandse kampioenschappen
| Onderdeel | Jaar |
| --------- | ---- |
| 400 m     | 2001 |

## Persoonlijke records
Outdoor
| Onderdeel | Prestatie | Datum           | Plaats      |
| --------- | --------- | --------------- | ----------- |
| 100 m     | 11,83 s   | 1 juli 2001     | Stadskanaal |
| 200 m     | 24,22 s   | 4 juni 2001     | Hengelo     |
| 400 m     | 54,97 s   | 6 juli 2008     | Amsterdam   |
| 800 m     | 2.15,10   | 7 augustus 2009 | Utrecht     |

Indoor
| Onderdeel | Prestatie | Datum            | Plaats    |
| --------- | --------- | ---------------- | --------- |
| 50 m      | 6,61 s    | 25 januari 2003  | Zuidbroek |
| 60 m      | 7,68 s    | 21 januari 2001  | Dortmund  |
| 200 m     | 24,61 s   | 2 februari 2002  | Gent      |
| 400 m     | 54,51 s   | 18 februari 2006 | Gent      |

## Prestatieontwikkeling
| Jaar | 100 m | 200 m | 400 m    | 800 m   |
| ---- | ----- | ----- | -------- | ------- |
| 2000 | 12,21 | 24,70 | 55,88    | -       |
| 2001 | 11,83 | 24,22 | 55,26    | -       |
| 2002 | 11,92 | 24,47 | 54,98    | -       |
| 2003 | 12,15 | 24,98 | -        | -       |
| 2004 | 11,94 | 24,32 | 55,02    | -       |
| 2005 | 11,87 | 24,44 | -        | -       |
| 2006 | 12,18 | 24,87 | 54,51(i) | -       |
| 2007 | 11,98 | 24,86 | 55,88    | -       |
| 2008 | 12,43 | 25,60 | 54,97    | -       |
| 2009 | -     | 25,60 | 56,33    | 2.15,10 |

## Palmares

### 200 m
- 2005: NK indoor - 24,66

### 400 m
- 2000:  NK indoor - 57,23 s
- 2000:  NK - 56,13 s
- 2001:  NK indoor - 55,56
- 2001:  NK - 56,01 s
- 2002:  NK - 54,98 s
- 2006: NK indoor - 54,51
- 2008:  NK - 54,97 s
- 2010: 5e NK indoor - 56,19 s

### 4 x 100 m
- 2005: DQ in series WK

### 4 x 400 m
- 2001: 6e Universiade - 3.37,51